# HD211643
HD211643 — хімічно пекулярна зоря спектрального класу A3, що має видиму зоряну величину в смузі V приблизно  7,2.
Вона  розташована на відстані близько 327,8 світлових років від Сонця.